# Minúscula 21
Minúscula 21 (en la numeración Gregory-Aland), ε 286 (Soden) es un manuscrito griego en minúsculas del Nuevo Testamento escrito en pergamino. Es datado paleográficamente en el siglo XII. Según Scrivener, fue escrito en el siglo X. Tiene marginalia y libros litúrgicos.

## Descripción
El códice contiene el texto de los cuatro Evangelios, con algunas lagunas (Marcos 13:28-14:33; Lucas 1:10-58; 21:26-22:50) en 203 hojas de pergamino (23 cm por 18 cm). El texto está escrito en dos columnas por página (tamaño de la columna: 16.3 por 4.6 cm), en tinta negra. Las letras iniciales están en tinta roja o azul.
El texto de los Evangelios está dividido de acuerdo a los κεφαλαια (capítulos), cuyos números se colocan al margen del texto, y los τιτλοι (títulos) en la parte superior de las páginas. También hay otra división de acuerdo con las más pequeñas Secciones Amonianas (en Marcos 237 secciones; la última sección numerada en 16:15), pero no hay referencias a los Cánones de Eusebio.
Contiene αναγνωσεις (lecciones), e ilustraciones. El número de αναγνωσεις en Mateo es 129; en Marcos, 190; en Lucas, 309; en Juan, 379. Los libros litúrgicos con hagiografías, Synaxaria y Menologio fue añadidos por una mano posterior en el siglo XV, en papel.
El texto de Juan 5:4 está marcado con un óbelo; el texto de la perícopa de la adúltera (Juan 7:53-8:11) es omitido.

## Texto
El texto griego del códice es mixto. Contiene algunos elementos occidentales y cesarianos, pero el elemento bizantino es predominante. Aland lo colocó en la Categoría V. Según el Perfil del Método de Claremont, representa a la familia textual Kx en Lucas 1, Lucas 10 y Lucas 20.
En Mateo 27:9 tiene la variante ἐπληρώθη τὸ ῥηθὲν διὰ Ἰησαίου τοῦ προφήτου (cumplió lo que fue anunciado por el profeta Isaías). Esta variante es compatible únicamente con el Codex Rehdigeranus (en latín). Otros manuscritos contienen «Jeremías» u omiten el nombre del profeta.

## Historia
El manuscrito fue escrito probablemente en Calabria. Al final de Lucas está escrito κυριε σωσων με, τον αμαρτωλον ονησιμον (Señor, sálvame, un pecador Onésimo). Probablemente fue escrito por este Onésimo.
Es datado por el INTF en el siglo XII.
Fue parcialmente recopilado por Scholz (1794-1852). Fue examinado y descrito por Paulin Martin. C. R. Gregory vio el manuscrito en 1885.
Estuvo en Fontainebleau.
Se encuentra actualmente en la Bibliothèque nationale de France (Gr. 68) en París.

## Lectura adicional
- Gregory, Caspar René (1900). Textkritik des Neuen Testamentes 1. Leipzig: J.C. Hinrichs'sche Buchhandlung. pp. 133-134.